# (7655) Adamries
(7655) Adamries est un astéroïde de la ceinture principale.

## Description
(7655) Adamries est un astéroïde de la ceinture principale. Il fut découvert le 28 décembre 1991 à Tautenburg par Freimut Börngen. Il présente une orbite caractérisée par un demi-grand axe de 2,42 UA, une excentricité de 0,14 et une inclinaison de 4,0° par rapport à l'écliptique.

## Compléments